# 11 أغسطس
- السبت
- الأحد
- الاثنين
- الثلاثاء
- الأربعاء
- الخميس
- الجمعة

- 261 صفر 1447  هـ
- 272 صفر 1447  هـ
- 283 صفر 1447  هـ
- 294 صفر 1447  هـ
- 305 صفر 1447  هـ
- 316 صفر 1447  هـ
- 17 صفر 1447  هـ
- 28 صفر 1447  هـ
- 39 صفر 1447  هـ
- 410 صفر 1447  هـ
- 511 صفر 1447  هـ
- 612 صفر 1447  هـ
- 713 صفر 1447  هـ
- 814 صفر 1447  هـ
- 915 صفر 1447  هـ
- 1016 صفر 1447  هـ
- 1117 صفر 1447  هـ
- 1218 صفر 1447  هـ
- 1319 صفر 1447  هـ
- 1420 صفر 1447  هـ
- 1521 صفر 1447  هـ
- 1622 صفر 1447  هـ
- 1723 صفر 1447  هـ
- 1824 صفر 1447  هـ
- 1925 صفر 1447  هـ
- 2026 صفر 1447  هـ
- 2127 صفر 1447  هـ
- 2228 صفر 1447  هـ
- 2329 صفر 1447  هـ
- 241 ربيع الأول 1447  هـ
- 252 ربيع الأول 1447  هـ
- 263 ربيع الأول 1447  هـ
- 274 ربيع الأول 1447  هـ
- 285 ربيع الأول 1447  هـ
- 296 ربيع الأول 1447  هـ
- 307 ربيع الأول 1447  هـ
- 318 ربيع الأول 1447  هـ
- 19 ربيع الأول 1447  هـ
- 210 ربيع الأول 1447  هـ
- 311 ربيع الأول 1447  هـ
- 412 ربيع الأول 1447  هـ
- 513 ربيع الأول 1447  هـ

11 أغسطس أو 11 آب أو يوم 11 \ 8 (اليوم الحادي عشر من الشهر الثامن) هو اليوم الثالث والعشرون بعد المئتين (223) من السنوات البسيطة، أو اليوم الرابع والعشرون بعد المئتين (224) من السنوات الكبيسة وفقًا للتقويم الميلادي الغربي (الغريغوري). يبقى بعده 142 يوما لانتهاء السنة.

## أحداث
- 843 - توقيع معاهدة فيردان التي قسمت بموجبها أراضي إمبراطورية الفرنجة.
- 1798 - وقوع معركة الصالحية بالقرب من بلبيس بين المماليك والحملة الفرنسية.
- 1807 - الأمريكي روبرت فلتون يبحر في «نهر هدسون» بواسطة أول قارب بخاري.
- 1863 - فرض الحماية الفرنسية على كمبوديا.
- 1929 - العراق وإيران توقعان معاهدة صداقة أنهيا فيها قرونًا من العداء بينهما.
- 1934 - افتتاح «سجن ألكتراز» الموجود في جزيرة ألكتراز بوسط خليج سان فرانسيسكو.
- 1937 - اغتيال الفريق بكر صدقي، وهو أول عسكري تدخل في شؤون السياسة في العراق.
- 1945 - قوات الحلفاء بقيادة الولايات المتحدة توافق على استسلام اليابان في الحرب العالمية الثانية.
- 1952 - مجلس الأمة الأردني يتخذ قرارًا بإنهاء ولاية الملك طلال ومناداة ولي عهده الأمير حسين ملكًا دستوريًا على الأردن.
- 1960 - استقلال جمهورية تشاد عن فرنسا.
- 1963 - إشهار نادي القادسية الكويتي رسميًا.
- 1970 - الاتحاد السوفيتي يطلق القمر الصناعي «كوزموس 356» الذي يدور حول الأرض دورة كاملة كل 92 دقيقة.
- 1999 - كسوف كلي للشمس شوهد في مناطق كثيرة من أوروبا وآسيا الوسطى.
- 2003 -
  - رئيس ليبيريا تشارلز تايلور يتخلى عن الرئاسة ويلجأ إلى نيجيريا وذلك بسبب الضغط المتزايد عليه من قبل المتمردين والمجتمع الدولي.
  - حلف شمال الأطلسي / الناتو يتولى قيادة القوات الدولية للمساعدة في إحلال السلام في أفغانستان.
- 2008 - ملك الأردن عبد الله الثاني يقوم بزيارة إلى العاصمة العراقية بغداد، ليكون بذلك أول زعيم عربي يزورها منذ الإطاحة بنظام صدام حسين.
- 2009 - الكويت تعلن إلقاء القبض على ستة أعضاء في خلية إرهابية مكونة من ستة أشخاص ذات صلة بتنظيم القاعدة كانوا يخططون للهجوم على قاعدة عسكرية أمريكية على أراضي الكويت وعلى مبنى أمن الدولة وأماكن حساسة أخرى.
- 2012 - المرشح الجمهوري لانتخابات الرئاسة الأمريكية ميت رومني يختار عضو مجلس النواب باول ريان لخوض الانتخابات معه على منصب نائب الرئيس.
- 2014 - الرئيس العراقي فؤاد معصوم يكلف حيدر العبادي بتشكيل الحكومة العراقية.
- 2015 - تتويج نادي برشلونة الإسباني بكأس السوبر الأوروبية للمرَّة الخامسة في تاريخه.
- 2017 -
  - حادث تصادم في مصر بين قطار ركاب قطار 13 اكسبريس القاهرة - الإسكندرية بمؤخرة قطار رقم 571 بورسعيد - الإسكندرية بالقرب من محطة خورشيد على خط القاهرة - الإسكندرية، يودي بحياة 49 شخصًا وإصابة أكثر من 100 آخرين.
  - الإعلان رسمياً عن فوز أوهورو كينياتا في الانتخابات الرئاسية الكينية بنسبة 54% من الأصوات بعد تغلبه على منافسه رايلا أودينجا الذي حصل على 45% من الأصوات.
- 2020 - عدد الإصابات المؤكدة بجائحة كورونا يتخطّى حاجز 20 مليون شخص حول العالم، من بينهم أكثر من 736 ألف حالة وفاة وحوالي 12 مليونًا و281 ألف حالة تماثلت للشفاء.
- 2021 - الجزائر تعلن الحداد لثلاثة أيام، بعد وفاة ما لا يقل عن 65 شخصًا جراء الموجة الثانية من حرائق الغابات التي اجتاحت شمال البلاد.
- 2022 - إقالة عدد من المسؤولين في بولندا إثر كارثة بيئية كبيرة أدت إلى موت كل الكائنات الحية في نهر أودر.

## مواليد
- 1667 - أنا ماريا لويزا دي ميديشي، أميرة بالاتينات الانتخابية.
- 1807 - ديفيد أتشيسون، رئيس الولايات المتّحدة الأمريكيّة.
- 1833 - كيدو تاكايوشي، سياسي ياباني.
- 1837 - سادي كارنو، رئيس الجمهورية الفرنسية الثالثة الرابع.
- 1856 - إبراهيم بن محمد هادي الزنجاني، فقيه شيعي وسياسي وشاعر إيراني.
- 1858 - كريستيان أيكمان، طبيب هولندي حاصل على جائزة نوبل في الطب عام 1929.
- 1863 - غاستون دومرغ، رئيس فرنسي.
- 1872 - كيجيورو شيديهارا، رئيس وزراء ياباني.
- 1886 - محمد كمال المصري، ممثل مصري عرف باسم شرفنطح.
- 1897 -
  - انيد بليتون، كاتبة إنجليزية.
  - عبد الرحمن فرامرزي، أكاديمي ومحامي وصحفي وشاعر إيراني.
- 1902 - ألفريدو بيندا، دراج إيطالي.
- 1921 - أليكس هيلي، مؤلف أميريكي.
- 1926 - آرون كلوغ، عالم كيمياء بريطاني حاصل على جائزة نوبل في الكيمياء عام 1982.
- 1932 -
  - فرناندو أرابال، كاتب وسينمائي إسباني.
  - بيتر أيزنمان، معماري أمريكي.
- 1933 -
  - فرناندو أرابال، ييجي غروتوفسكي، مخرج مسرحي بولندي.
  - جيري فالويل، قس أمريكي.
- 1938 - نجاة الصغيرة، مغنية مصرية.
- 1942 - علي البريكي، ممثل كويتي.
- 1943 - برفيز مشرف، رئيس باكستاني.
- 1950 - ستيف وزنياك، مهندس حاسوب أمريكي.
- 1953 - هولك هوجان، مصارع وممثل أمريكي.
- 1956 - بيير لويس ليونز، عالم رياضيات فرنسي.
- 1965 -
  - فيولا ديفيس، ممثلة اميركية.
  - شينجي ميكامي، مصمم ألعاب فيديو ياباني.
- 1966 -
  - مارك وليامز، لاعب كرة قدم جنوب أفريقي.
  - نايجل مارتين، لاعب كرة قدم إنجليزي.
- 1968 - آنا غان، ممثلة أمريكية.
- 1969 - كارول صقر، مغنية لبنانية.
- 1970 - أسامة حسين، لاعب كرة قدم كويتي.
- 1975 - أسماء الأسد، سيدة سورية أولى وزوجة الرئيس السوري بشار الأسد.
- 1976 - إيفان كوردوبا، لاعب كرة قدم كولومبي.
- 1979 - والتر أيوفي، لاعب كرة قدم إكوادوري.
- 1982 - فيلكو ريسر، لاعب كرة قدم ناميبي.
- 1983 -
  - جراح الظفيري، لاعب كرة قدم كويتي.
  - كريس هيمسوورث، ممثل أسترالي.
- 1984 - أسماء سيف، مذيعة عُمانية تعيش في الكويت.
- 1985 -
  - طوني قطان، مغني أردني.
  - جاكلين فيرنانديز، ممثلة سيرالنكية.
- 1991 - كريستيان تيو، لاعب كرة قدم إسباني.
- 1993 - اليسون ستونر، ممثلة أمريكية.

## وفيات
- 480 ق.م - ليونيداس، ملك أسبرطة.
- 1259 - مونكو خان، قائد مغولي.
- 1628 - عبد الرحمن بن عيسى المرشدي، فقيه مسلم وأديب حجازي ومن أئمة الحرم المكي.
- 1854 - ماتشيدونيو ميلوني، عالم فيزياء إيطالي.
- 1919 - أندرو كارنجي، صناعي أمريكي.
- 1936 - بلاس إنفانتي، سياسي إسباني.
- 1937 - بكر صدقي، ومحمد علي جواد عسكريين عراقيين في حادث اغتيال واحد.
- 1956 - جاكسون بولوك، رسام أمريكي.
- 1957 - سيد علي سيد سليمان الرفاعي، سياسي واقتصادي كويتي.
- 1972 - ماكس تيلر، عالم جنوب أفريقي في علم الأحياء حاصل على جائزة نوبل في الطب عام 1951.
- 2000 - طلال مداح، مغني سعودي.
- 2005 - يسطس أكينبايو أكينسانيا، ممرض وباحث بريطاني.
- 2014 - روبن ويليامز، ممثل أمريكي.
- 2015 - نور الشريف، ممثل مصري.
- 2017 - عبد الحسين عبد الرضا، ممثل كويتي.
- 2018 - خديجة عرفات، محسنة فلسطينية.

## أعياد ومناسبات
- اليوم الوطني في تشاد.

## وصلات خارجية
- وكالة الأنباء القطريَّة: حدث في مثل هذا اليوم.
- النيويورك تايمز: حدث في مثل هذا اليوم.
- BBC: حدث في مثل هذا اليوم.